# Le Fils d'Elias
Pour plus de détails, voir Fiche technique et Distribution.
Le Fils d'Elias (El abrazo partido) est un film franco-italo-hispano-argentin réalisé par Daniel Burman, sorti en 2004.

## Synopsis
Un jeune homme, d'origine juive ashkénaze, gère avec sa mère une boutique de lingerie dans une vénérable galerie marchande du quartier Once de Buenos Aires. Son idée fixe se résume à tenter d'obtenir, coûte que coûte, un passeport polonais afin de pouvoir circuler normalement en Europe. Il recherche alors les documents indispensables sur sa propre famille. En même temps, c'est leur histoire qu'il interpelle, la sienne et celle de son père, parti s'installer en Israël, au moment de la Guerre du Kippour en 1973...

## Fiche technique
Sauf indication contraire, les informations mentionnées dans cette section peuvent être confirmées par les bases de données cinématographiques  présentes dans la section « Liens externes ».
- Titre original : El abrazo partido
- Titre français : Le Fils d'Elias
- Réalisation : Daniel Burman
- Scénario : Daniel Burman et Marcelo Birmajer
- Musique : César Lerner
- Photographie : Ramiro Civita
- Sociétés de production : Paradis Films, BD Cine, Classic Film
- Pays de production :  Argentine,  France,  Italie,  Espagne
- Langues originales : espagnol, coréen, yiddish, russe
- Format : couleur - 1,85:1 - 35 mm  - son stéréo / Dolby Digital
- Genre : comédie
- Durée : 99 minutes
- Dates de sortie :
  - Argentine : 14 mars 2004 (Festival international du film de Mar del Plata)
  - France : 27 mars 2004 (Festival du film latino-américain de Toulouse) ; 21 avril 2004 (sortie nationale)

## Distribution
Sauf indication contraire, les informations mentionnées dans cette section peuvent être confirmées par les bases de données cinématographiques  présentes dans la section « Liens externes ».
- Daniel Hendler : Ariel Makaroff
- Adriana Aizemberg : Sonia Makaroff
- Jorge D'Elía : Elías Makaroff
- Sergio Boris : Joseph Makaroff
- Rosita Londner : la grand-mère d'Ariel
- Diego Korol : Mitelman
- Silvina Bosco : Rita
- Isaac Fajn : Osvaldo
- Salo Pasik : Marcos "El Colorado"
- Norman Erlich : le rabbin Benderson

## Distinctions
Sauf indication contraire, les informations mentionnées dans cette section peuvent être confirmées par les bases de données cinématographiques  présentes dans la section « Liens externes ».
- Berlinale 2004 : Grand prix du jury et Ours d'argent du meilleur acteur (Daniel Hendler)

## Commentaires
Le Fils d'Elias est une comédie dramatique qui traduit, à travers le trouble d'un jeune homme privé de père et de références stables, certains « leitmotivs de la société argentine contemporaine : les traditions juives, l'immigration et l'inquiétude constante engendrée par l'instabilité économique. Mais Daniel Burman construit cette fresque dans une perspective un peu différente. » Ici, Elías Makaroff (Daniel Hendler) rejette les vieilles coutumes confessionnelles et la description des communautés ethniques est profondément actualisée. Le Fils d'Elias prolonge le regard documentaire observé sur un quartier : celui de Once où se sont constituées les institutions juives, et que Burman a filmé dans Siete Días en el Once (2002). Dans ce cadre, le cinéaste « articule une intrigue qui tourne autour de l'axe central de la quête identitaire. » Les séquences, réalisées caméra à la main et en extérieurs urbains, tentent de saisir le malaise, l'instabilité et la fuite du héros, alors que les dialogues des personnages, d'une saveur toute particulière, rendent à merveille un humour spécifiquement juif. 